# 文字譜
文字譜（もじふ）とは、音楽の旋律を、文字（漢字、アルファベットなど）や数字、記号などで表記する記譜法、およびその方法によって記述された楽譜のこと。

## 概要
近代に入って西洋の五線譜が普及する以前は、世界各地の音楽文化では、それぞれ独自の方式の文字譜が広く使われていた。同一の国や地域でも、伝統音楽の世界では、楽器の種類や音楽のジャンルの違いに応じて、別の方式の文字譜が併行して使われることも少なくなかった。

## 文字譜の例

### ギリシア記譜法
古代ギリシアで用いられた記譜法。歌詞の上に音高を文字で記す。オクシリンコス・パピルスに現存する最古（紀元280年）のキリスト教（東方諸教会）の聖歌とされる『三位一体の聖歌』（オクシリンコスの賛歌）がギリシア記譜法で記されていた。

### ABC記譜法
ABCと洋数字（と若干の記号）だけで複雑な旋律を完全に表記できる記譜法。

### Music Macro Language
コンピュータのプログラミング言語の音楽演奏命令のための簡易言語。

### 数字譜
数字を記譜の手段として用いる記譜法。

### 工尺譜
かつて漢字圏の国々で広く行われていた記譜法。合四一上尺工凡六五乙などの漢字を用いる。

## 文字譜の長所・短所
文字譜には、五線譜にはない長所も多い。五線譜を書くためには「五線紙」が必要であるが、文字譜なら普通の紙なりワープロソフトだけで間に合う。また文字譜ならば、それぞれの文字の読音を並べるだけで、相手に旋律を伝えることができる。
その反面、文字譜は、本質的にモノフォニーの楽曲を記すのに適した記譜法である。近代西洋音楽のような和音やポリフォニーを多用する楽曲の記譜法としては、五線譜よりも読みにくくなる。
現代の世界では、中国など一部の地域を除いて、文字譜より五線譜のほうがポピュラーになっている。
現代の日本でも五線譜が普及しているが、モノフォニーを奏でる和楽器の楽譜には、各種の文字譜が今も使われている。大正琴やハーモニカ、中国の二胡の楽譜では、今も数字譜がよく使われている。沖縄の三線の楽譜は、今も工工四（東洋諸国で広く使われた工尺譜の発展型）で表記される。
パソコンと密接に結びついたABC記譜法は、ABCと洋数字（と若干の記号）だけで複雑な旋律を完全に表記できる。そのため、電子メールで楽譜をやりとりしたり、ネットで文字のみで楽譜を表現し、音楽ソフトで演奏する用途に用いられている。
欧米の民俗音楽（例えばアイリッシュなど）の膨大なデータがこの方式でネット上で公開されているため、日本でもネットユーザーのあいだでそれなりに利用されている。